# Base di dati in tempo reale
Una Base di dati in tempo reale o Database in tempo reale è un sistema progettato per gestire carichi di lavoro che sono in costante cambiamento.
Differiscono dalle basi di dati tradizionali che contengono dati persistenti, per lo più stabili nel tempo.
Un esempio in cui i dati cambiano velocemente nel tempo possono essere i mercati azionari e le borse.
I processi in tempo reale sono intesi come transazioni da elaborare tanto veloce quanto da dare un risultato con cui agire nello stesso tempo.
Queste basi di dati sono utili anche per operazioni bancarie, registrazioni mediche, in campo giuridico, multimediale, sistemi di prenotazione e analisi di dati scientifici.